# 渡久山慶
渡久山 慶（とくやま　けい）は、劇団四季に所属している日本の舞台俳優である。沖縄県

## 来歴
高校卒業後は教師を目指し大阪産業大学に入学。在学中たまたま友人に誘われて行った『劇団四季ミュージカル美女と野獣』の観劇がきっかけで劇団四季に入団したいと思い始めた。そして、大学卒業前に親に打ち明け大反対されたが条件付きで説得し、「自分の力でやる」前提で結果が出せなかったら諦めて教師になる」という条件でオーディションを受けた。

## 出演
- アナと雪の女王　パビー役
- ジーザス・クライスト＝スーパースター　ペテロ役
- コーラスライン　ラリー役
- ジョン万次郎の夢　勝海舟役
- エクウス（馬）　ナジェット役
- 魔法をすてたマジョリン　ダビット、ニラミンコ役
- キャッツ　マンカストラップ役
- サウンド・オブ・ミュージック　ツェラー役
- 南十字星　ルアット・ニングラット役
- ハムレット　フォーティンブラス役
- オンディーヌ　ベルトラム役
- 王様の耳はロバの耳　床屋役
- アラジン ラズール（アンサンブル11枠）役
- クレイジー・フォー・ユー ランク・ホーキンス役